# Torre de s'Espalmador
La Torre de s'Espalmador, o Torre de sa Guardiola, és una torre de guaita situada a la punta de sa Guardiola, a 27 m sobre el nivell del mar, a l'illa de s'Espalmador (Illes Pitiüses). Està declarada Bé d'Interès Cultural.

## Història
Fou construïda el 1750, probablement per l'enginyer Joan Ballester, i va ser la primera de les 5 torres de defensa que es van construir a Formentera durant el segle xviii. Juntament amb la torre de ses Portes, a Eivissa, defensava el pas des Freus, entre les illes d'Eivissa i Formentera. Amb la creació del Cos de Torrers de les Balears, el 1852, fins al 1867, s'hi van destinar 2 torrers.
Durant el segle XX sovint era utilitzada com a ritus d'iniciació a l'edat adulta dels joves eivissencs, que hi passaven la nit, tot i les històries de fantasmes de pirates armats.
Molt anterior a aquesta torre hi havia una torre de guaita, ja desapareguda, al nord de l'illa, enfront de l'illa des Porcs. Anomenada sa Torreta, va donar nom a la zona: platja de la Torreta, illa de sa Torreta, mollet de sa Torreta.

## Descripció
De planta circular i alçat troncocònic format per dos cossos, diferenciats per una petita represa. Murs construïts amb maçoneria carejada, amb dotze cadenes enqueixalades de carreuat de marès embegudes. La planta baixa, amb 3 cambres, estava destinada a polvorí i magatzem de queviures, i la planta primera, era l'estança dels torrers, amb l'únic accés a la torre, al que s'hi pujava amb una escala de corda o de ma, i que estava protegit per un matacà. L'accés a la terrassa era per una escala encaixada al mur, protegida per una garita coberta de volta apuntada.
Quan va perdre les seves funcions defensives se li va obrir una porta d'accés a peu pla. El 1993 va ser restaurada pel Consell Insular d'Eivissa i Formentera, reconstruint tot el parament de la façana principal, i els permòdols del matacà, però no el matacà.